# Jákup á Borg
Pour les articles homonymes, voir Borg.
Jákup á Borg est un footballeur international féroïen né le 26 octobre 1979.
Reconverti en entraîneur à l'issue de sa carrière, il manage le club du B36 Tórshavn, dans lequel il a passé plus de quinze ans en tant que joueur.